# 洪以南

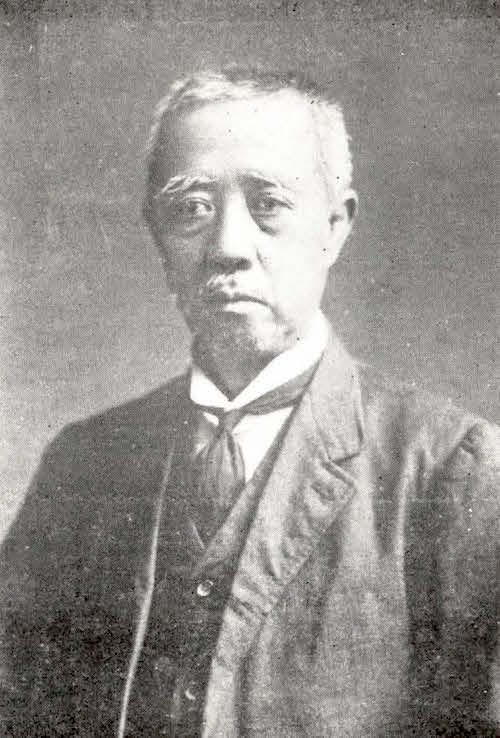
洪以南

洪以南（1871年—1927年），臺灣知名士紳，台灣日治時期傳統漢詩人。臺北艋舺（今萬華）人，一名文成，字逸雅，號墨樵、無量痴者、達觀樓主。著有《妙香閣集》，惜今未見。

## 簡介
出生於1871年（同治十年）4月7日（農曆），祖籍福建泉州泉安，祖父洪騰雲，移居臺北經商有成，是當時知名的米商。見洪以南聰慧過人，聘請泉州名師龔顯鶴孝廉教讀，幼年已經閱覽中國古代的經典著作。1895年，洪以南到福建考取泉安秀才，隔年返臺接管家業，1897年獲日本當局聘為台北辦務署參事至1901年3月。此後歷任艋舺保甲局副局長、臨時臺灣舊慣調查會囑託、臺北廳參事、淡水區長、淡水街長等職。並於1913年遷居淡水，在淡水購買淡水紅樓，收藏各地文物，自稱達觀樓主。
洪以南善作詩文、書法，尤其專研顏真卿體字，亦善畫圖，以墨竹見長，並創作不懈，廣交全臺各地文人士紳。於1909年與謝汝銓（1871年—1953年）、林馨蘭（1870年—1923年）等共創「瀛社」詩會，召集北臺詩人一百五十人，任第一任社長。洪氏始終活耀於日治時期的政商與文藝界，常參與書畫展覽會、詩社聯吟大會等，而在1927年（昭和二年）5月14日（陽曆）因病逝世，享年五十七歲:28。
子洪長庚，是臺灣第一位眼科博士。曾孫洪致文，為台灣鐵道文化研究者與氣象學家，在2010年集結洪以南320首漢詩創作出版《臺灣漢詩人洪以南的現代文明旅遊足跡》一書。

## 相關書目
- 《臺灣歷史辭典》.許雪姬  ISBN 9570174293
- 《洪以南君略傳》臺灣日日新報 明治四十四年.元月卅日
- 吳, 盈盈. . 東海大學圖書館館訊. 2011-07, (118)  [2022-12-26]. doi:10.7004/TULN.201107.0028.
- 賴, 俊雄. . 中華書道. 2015-12-15, (90): 18-25  [2022-12-26]. （原始内容存档于2022-12-27）.

## 引用文獻
1. 1 2  吳, 盈盈. . 東海大學圖書館館訊. 2011-07, (118): 28-38  [2023-07-11]. doi:10.7004/TULN.201107.0028 –airitiLibrary.
2. ↑  許俊雅. . 古典臺灣詩.   [2023-07-11]. （原始内容存档于2023-07-11） （中文）.
3. ↑  .   [2022-12-26]. （原始内容存档于2022-12-26）.
4. ↑  謝, 德錫.  (PDF). 文化淡水. 1999-12, (34)  [2023-07-11]. （原始内容存档 (PDF)于2023-07-11）.
5. ↑  . 國立臺灣美術館.   [2023-07-11]. （原始内容存档于2023-07-11） （中文）.
6. ↑  賴, 貞儀; 陳, 曼華 (编). . 臺北市: 國立歷史博物館. 2020: 124. ISBN 9789862822623.
7. ↑  林, 正三 (编). . 臺北市: 社團法人臺灣瀛社詩學會. 2017: 21–22. ISBN 9789869020930.

## 外部連結
國立歷史博物館典藏洪以南作品

（页面存档备份，存于）